# Haurida socken
Haurida socken i Småland ingick i Norra Vedbo härad, ingår sedan 1971 i Aneby kommun i Jönköpings län och motsvarar från 2016 Haurida distrikt.
Socknens areal är 39,56 kvadratkilometer, varav land 35,83. År 2000 fanns här 174 invånare. Kyrkbyn Haurida med sockenkyrkan Haurida kyrka ligger i denna socken.

## Administrativ historik
Haurida socken har medeltida ursprung.
Vid kommunreformen 1862 övergick socknens ansvar för de kyrkliga frågorna till Haurida församling och för de borgerliga frågorna till Haurida landskommun. Denna senare inkorporerades 1952 i Hullaryds landskommun som 1967 uppgick i Aneby landskommun som 1971 ombildades till Aneby kommun. Församlingen uppgick 1 januari 2006 i Haurida-Vireda församling.
1 januari 2016 inrättades distriktet Haurida, med samma omfattning som församlingen hade 1999/2000.
Socknen har tillhört samma fögderier och domsagor som Norra Vedbo härad. De indelta soldaterna tillhörde Jönköpings regemente, Vista kompani.

## Geografi
Haurida socken ligger nordost om Huskvarna mellan sjöarna Ylen och Bunn. Socknen är en starkt kuperad skogsbygd som i väster når 343 meter över havet.
I socknen finns kulturreservatet Åsens by och Nynäs naturreservat.

## Fornlämningar
Här finns gravrösen, stensättningar och domarringar från bronsåldern och äldre järnåldern samt tre mindre järnåldersgravfält.

## Namnet
Namnet (1300 Hagrydh) kommer från kyrkbyn. Förleden är hagh, gärdesgård och efterleden är ryd, 'röjning'.

### Fotnoter
1. 1 2  Svensk Uppslagsbok andra upplagan 1947–1955: Haurida socken
2. 1 2  Harlén, Hans; Harlén Eivy (2003). Sverige från A till Ö: geografisk-historisk uppslagsbok. Stockholm: Kommentus. Libris 9337075. ISBN 91-7345-139-8
3. ↑  ”Församlingar”. Statistiska centralbyrån. https://www.scb.se/hitta-statistik/regional-statistik-och-kartor/regionala-indelningar/forsamlingar/. Läst 30 december 2022.
4. ↑  Administrativ historik för Haurida socken (Klicka på församlingsposten). Källa: Nationella arkivdatabasen, Riksarkivet.
5. ↑  Indelta soldater, torp och rotar i Jönköpings län Arkiverad 24 januari 2012 hämtat från the Wayback Machine. Jönköpingsbygdens Genealogiska Förening
6. 1 2  Sjögren, Otto (1931). Sverige geografisk beskrivning del 2 Östergötlands, Jönköpings, Kronobergs, Kalmar och Gotlands län. Stockholm: Wahlström & Widstrand. Libris 9939
7. 1 2 3  Nationalencyklopedin
8. ↑  Åsens by
9. ↑  länsstyrelsen om Nynäs naturreservat
10. ↑  Fornlämningar, Statens historiska museum: Haurida socken
11. ↑  Fornminnesregistret, Riksantikvarieämbetet: Haurida socken Fornminnen i socknen erhålls på kartan genom att skriva in sockennamn (utan "socken") i "Ange geografiskt område"
12. ↑  Mats Wahlberg, red (2003). Svenskt ortnamnslexikon. Uppsala: Institutet för språk och folkminnen. Libris 8998039. ISBN 91-7229-020-X. https://isof.diva-portal.org/smash/get/diva2:1175717/FULLTEXT02.pdf